# سوت‌زن فیجی گلوسفید
سوت‌زن فیجی گلوسفید (نام علمی: Pachycephala vitiensis) گونه‌ای از پرندگان تیرهٔ (Pachycephalidae) است که در جزایر جنوبی فیجی بومی است. در گذشته به عنوان همگونه با سوت‌زن گلوزرد فیجی (Pachycephala graeffii) در نظر گرفته می‌شد. پیش از تقسیم، گونه‌های ترکیبی به عنوان «سوت‌زن فیجی» شناخته می‌شدند.
سه زیرگونه شناخته شده است.